# Conny Neiertz
Conny Neiertz (* 1956) ist ein ehemaliger luxemburgischer Radrennfahrer und nationaler Meister im Radsport.

## Sportliche Laufbahn
Neiertz gewann 1983 die nationale Meisterschaft im Straßenrennen der Amateure. Im folgenden Jahr konnte er seinen Titel verteidigen. 1981 wurde er Vize-Meister hinter Nico Ney. 1979 hatte er das Etappenrennen Flèche du Sud vor Moreno Argentin gewonnen. 1982 wurde er dann Dritter der Rundfahrt. Er startete für den Verein UC Dippach. 